# Áyios Konstandínos (ort i Grekland, Västra Grekland)
Áyios Konstandínos (Agios Konstantinos) är en ort i Grekland.   Den ligger i prefekturen Nomós Aitolías kai Akarnanías och regionen Västra Grekland, i den centrala delen av landet, 210 km väster om huvudstaden Aten. Áyios Konstandínos ligger 101 meter över havet och antalet invånare är 6 534.
Terrängen runt Áyios Konstandínos är platt åt sydväst, men åt nordost är den kuperad. Runt Áyios Konstandínos är det ganska tätbefolkat, med 86 invånare per kvadratkilometer. Närmaste större samhälle är Agrínio, 1,5 km sydost om Áyios Konstandínos. Trakten runt Áyios Konstandínos består till största delen av jordbruksmark.